# Ministre des Affaires urbaines
Le ministre des Affaires urbaines ou ministre d'État chargé des Affaires urbaines (en anglais : Minister of State for Urbain Affairs) était le ministre d'État responsable de la politique d'urbanisation et de relations avec les municipalités canadiennes. Le département des Affaires urbaines est créé le 30 juin 1971 et aboli le 1er avril 1979.

## Historique
À partir du 21 septembre 1971 le ministre d'État est responsable de la Société canadienne d'hypothèques et de logement.
Le 3 novembre 1976 André Ouellet est nommé ministre d'État chargé des Affaires urbaines avec le titre de « ministre des Affaires urbaines » conformément à l'instrument d'avis de nomination approuvé par le gouverneur général,.
Le poste et le département d'État est supprimé quelques mois avant les élections fédérales de 1979 le 1er avril 1979.

## Liste des titulaires
| Titulaire Parti                              | Titulaire Parti                              | Début                                        | Fin                                          | Cabinet       |
| -------------------------------------------- | -------------------------------------------- | -------------------------------------------- | -------------------------------------------- | ------------- |
| Ministre d'État chargé des Affaires urbaines | Ministre d'État chargé des Affaires urbaines | Ministre d'État chargé des Affaires urbaines | Ministre d'État chargé des Affaires urbaines | 20e (Trudeau) |
|                                              | Bob Andras Libéral                           | 30 juin 1971                                 | 28 janvier 1972                              | 20e (Trudeau) |
|                                              | Ron Basford Libéral                          | 28 janvier 1972                              | 8 août 1974                                  | 20e (Trudeau) |
|                                              | Barney Danson Libéral                        | 8 août 1974                                  | 3 novembre 1976                              | 20e (Trudeau) |
| Ministre des Affaires urbaines               |                                              |                                              |                                              | 20e (Trudeau) |
|                                              | André Ouellet Libéral                        | 3 novembre 1976                              | 1er avril 1979                               | 20e (Trudeau) |